# 1994 TG
1994 TG é um objeto transnetuniano (TNO) que está localizado no cinturão de Kuiper, uma região do Sistema Solar. Ele é classificado como um cubewano. Ele possui uma magnitude absoluta (H) de 7,0 e, tem um diâmetro estimado com cerca de 175 km, por isso é pouco provável que possa ser classificado como um planeta anão, devido ao seu tamanho relativamente pequeno.

## Descoberta
1994 TG foi descoberto no dia 03 de outubro de 1994 pelos astrônomos J. Chen, D. C. Jewitt e G. Knopp.

## Órbita
A órbita de 1994 TG tem uma excentricidade de 0.000 e possui um semieixo maior de 42.254 UA. O seu periélio leva o mesmo a uma distância de 42.254 UA em relação ao Sol e seu afélio a 42.254.